# Supersonic
«Supersonic» — пісня та дебютний сингл гурту Oasis, написана Ноелем Галлахером. Пісня з'являється в їх дебютному альбомі Definitely Maybe, що був виданий у серпні 1994 року.
Supersonic була видана весною 1994 року і стала дебютним синглом гурту.

## Варіанти видань синглу
- CD CRESCD 176

1. «Supersonic» — 4:43
2. «Take Me Away» — 4:30
3. «I Will Believe» (live) — 3:46
4. «Columbia» — 5:25

- 7" CRE 176

1. «Supersonic» — 4:43
2. «Take Me Away» — 4:30

- 12" CRE 176T

1. «Supersonic» — 4:43
2. «Take Me Away» — 4:30
3. «I Will Believe» (live) — 3:46

- Касета CRECS 176

1. «Supersonic» — 4:43
2. «Take Me Away» — 4:30

## Чарти
| Чарт (1994–1995)                          | Найвища позиція |
| ----------------------------------------- | --------------- |
| Australia (ARIA)                          | 122             |
| Europe (Eurochart Hot 100)                | 92              |
| Франція (SNEP)                            | 33              |
| Ірландія (IRMA)                           | 24              |
| Japan (Oricon)                            | 81              |
| Нова Зеландія (RIANZ)                     | 28              |
| Шотландія (Official Charts Company)       | 35              |
| Велика Британія (Official Charts Company) | 31              |
| UK Indie (OCC)                            | 2               |
| США (Alternative Songs) (Billboard)       | 11              |
| США (Mainstream Rock) (Billboard)         | 38              |
| US Commercial Alternative Cuts (CMJ)      | 7               |
| US Alternative Top 50 (Radio & Records)   | 9               |
| US Rock Tracks Top 60 (Radio & Records)   | 37              |

| Чарт (1994)                      | Позиція |
| -------------------------------- | ------- |
| US Alternative (Radio & Records) | 62      |

| Чарт (1995)      | Позиція |
| ---------------- | ------- |
| UK Singles (OCC) | 206     |
| UK Indie (OCC)   | 7       |

| Чарт (1996)      | Позиція |
| ---------------- | ------- |
| UK Singles (OCC) | 189     |

## Сертифікації
| Регіон                                                      | Сертифікація | Продажі |
| ----------------------------------------------------------- | ------------ | ------- |
| Велика Британія (BPI) Sales since 2005                      | Платиновий   | 600 000 |
| продажі+прослуховування, що базуються лише на сертифікаціях |              |         |